# 582. Volksgrenadier-Division
La 582. Volksgrenadier-Division fu un'unità dell'esercito tedesco attiva durante la seconda guerra mondiale, attiva dall'agosto al settembre 1944.

## Storia
La divisione fu costituita il 25 agosto 1944 a Warthe vicino a Posen ed il 17 settembre 1944, la divisione fu utilizzata per la costituzione della 26. Volksgrenadier-Division.

## Ordine di battaglia
- Grenadier-Regiment 1206
- Grenadier-Regiment 1207
- Grenadier-Regiment 1208
- Artillerie-Regiment 1582
- Divisionseinheiten 1582[1]

## Comandanti
- Generalmajor Heinz Kokott (settembre 1944 - 17 settembre 1944)[1]